# Andreea Grigore
Andreea Florentina Grigore (* 11. April 1991 in Bukarest) ist eine ehemalige rumänische Kunstturnerin.

## Karriere
Andreea Grigore war für Steaua Bukarest aktiv. Bei den Junioreneuropameisterschaften 2006 gewann sie drei Silbermedaillen: am Schwebebalken, am Boden sowie im Mannschaftsmehrkampf.
Grigore gewann 2007 bei den Turn-Weltmeisterschaften und 2008 bei den Olympischen Spielen jeweils die Bronzemedaille im Mannschaftsmehrkampf, konnte sich jedoch für keines der Gerätefinals qualifizieren. Ebenfalls 2008 wurde sie rumänische Landesmeisterin im Mannschaftswettbewerb mit ihrem Verein, Vizemeisterin im Einzelmehrkampf und am Schwebebalken, sowie Dritte am Boden. 2009 beendete sie ihre aktive Laufbahn.
Andreea Grigore ist 1,46 m groß, ihr Wettkampfgewicht betrug 39 kg.

## Auszeichnungen
Im August 2008 erhielt Andreea Grigore von Staatspräsident Traian Băsescu den Verdienstorden „Meritul sportiv“ III. Klasse mit zwei Streifen.